# Ligamentum talonaviculare

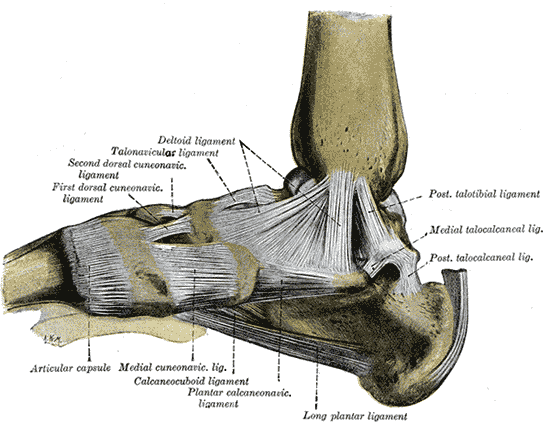
Ligamentum talonaviculare oben in der Mitte dargestellt („Talonavicular ligament“).

Das Ligamentum talonaviculare (lat. für ‚Sprungbein-Kahnbein-Band‘), auch als Ligamentum talonaviculare dorsale bezeichnet, ist ein breites, flaches Band, das  zum Bandapparat des unteren Sprunggelenks gehört und sich vom Hals (Collum tali) des Sprungbeins (Talus) zur dorsalen Oberfläche des Kahnbeins (Os naviculare) zieht. Es wird durch die Sehnen des Zehenstrecker-Muskels bedeckt. Medial neben dem Ligamentum talonaviculare liegt das Deltaband.
Das Ligamentum talonaviculare und das Ligamentum bifurcatum verstärken dorsal die vordere Gelenkkapsel (Articulatio talocalcaneonavicularis) des unteren Sprunggelenks. Diese und weitere Bänder− maßgeblich die Ligamenta calcaneocuboidea dorsalia, das Ligamentum tarsi dorsalia, die Ligamenta tarsometatarsalia dorsalia et plantaria und die Ligamenta metatarsalia dorsalia et plantaria − überspannen die Gelenkspalten im Bereich der tarsometatarsalen Gelenkreihe und bilden amphiearthrotische Gelenkverbindungen.
Die anatomischen und histologischen Eigenschaften des Ligamentum talonaviculare legen nahe, dass dieses Band eine Rolle in der Kraftübertragung beim Seilwinden-Mechanismus („windlass mechanism“) spielt, der für die Propulsion beim Gehen entscheidend ist.
Es ist ein Band, das relativ häufig verletzt wird. Eine Ruptur des Ligamentum talonaviculare kann beispielsweise durch ein akutes Plantarflexions-/Inversionstrauma entstehen, wobei das Band häufig zugleich ein Knochenstück vom oberen Bereich des Os naviculare abreißt. Derartige Frakturen sind die häufigsten Frakturen des Os naviculare.
Mögliche Folgen einer Verletzung oder Schwäche des Ligamentum talonaviculare, etwa ob sich daraus eine exzessive Bewegung des Talonavikulargelenks ergibt, sind bisher nur wenig untersucht.